# Marlies Rostock
Marlies Rostock (Klingenthal, 20 april 1960) is een Oost-Duits langlaufster.

## Carrière
Rostock won tijdens de wereldkampioenschappen van 1978 de zilveren medaille op de estafette. Twee jaar later tijdens de Olympische Winterspelen 1980 won Rostock de gouden medaille op de estafette, individueel eindigde Rostock als zevende op de 5 en negende op de tien kilometer.

## Belangrijkste resultaten

### Olympische Winterspelen
| Editie | Plaats      | Resultaten                     |
| ------ | ----------- | ------------------------------ |
| 1980   | Lake Placid | 9e 5 km · 7e 10 km · estafette |

### Wereldkampioenschappen langlaufen
| Jaar | Plaats      | Resultaten                     |
| ---- | ----------- | ------------------------------ |
| 1978 | Lahti       | estafette                      |
| 1980 | Lake Placid | 9e 5 km · 7e 10 km · estafette |